# Innerstädtischer Lehrpfad Lößnitz
Der Innerstädtische Lehrpfad Lößnitz erklärt anhand Informationstafeln die Geschichte der erzgebirgischen Stadt Lößnitz. Lößnitz gilt als eine der ältesten Städte im Erzgebirge.

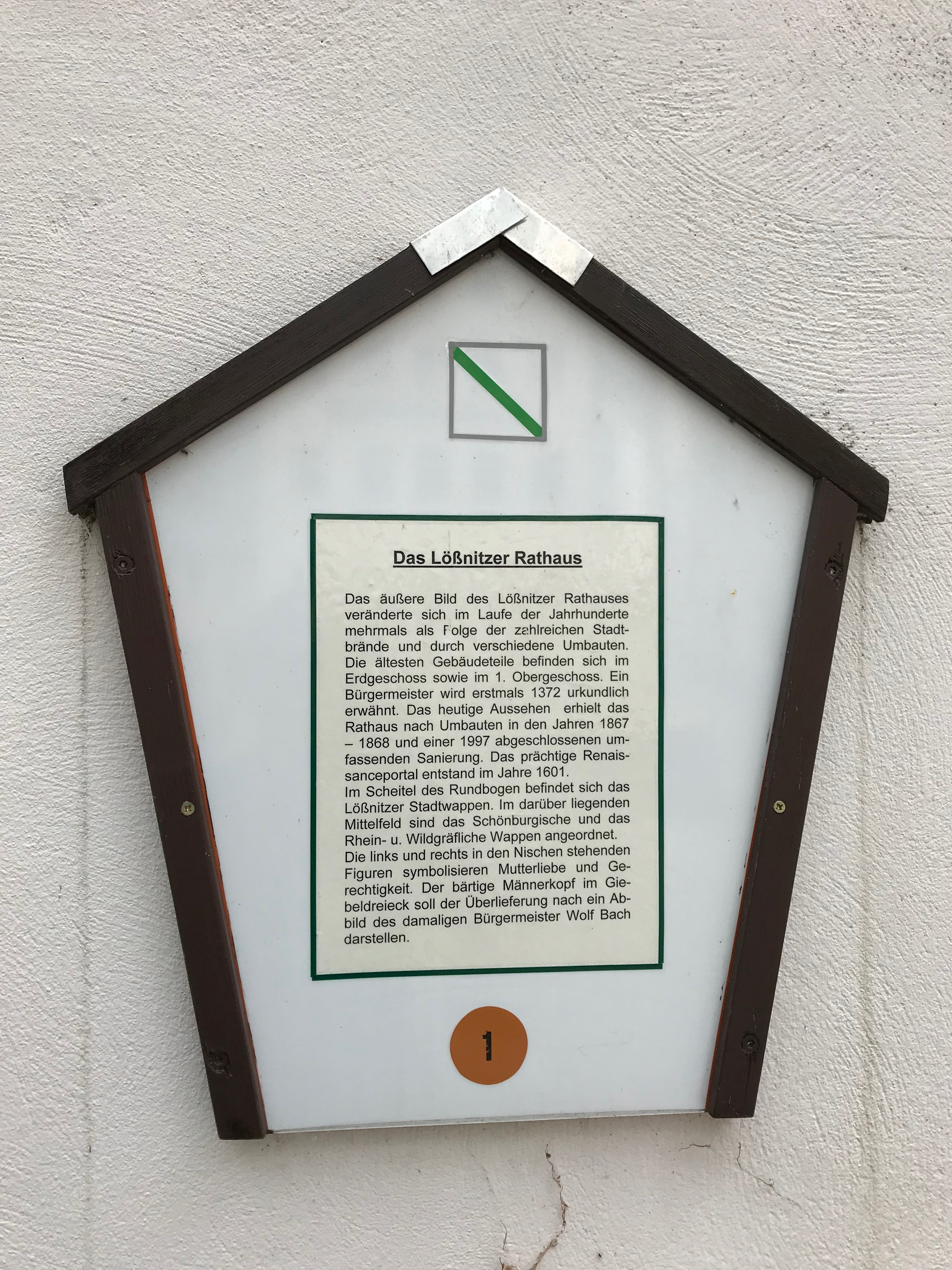
Informationstafel am Rathaus

## Verlauf
Der Lehrpfad ist ein Rundweg im Stadtzentrum der ehemaligen Hauptstadt der Grafschaft Hartenstein von etwa 4,5 km Länge. Die Informationstafeln haben als kennzeichnendes Wegesymbol ein weißes Quadrat mit einem diagonal von links oben nach rechts unten verlaufenden grünen Band. Im Rathaus wird ein Faltblatt mit einem Plan des Pfades ausgegeben.

## Sehenswürdigkeiten
1. Der Lehrpfad beginnt am Rathaus. Sein heutiges Aussehen geht auf Umbauten in den Jahren 1867/68 und einer umfassenden Sanierung bis 1997 zurück. Das Renaissanceportal stammt aus dem Jahr 1601 und zeigt im Scheitelpunkt das Wappen der Stadt und darüber das Schönburgische und das Rhein- und Wildgräfliche Wappen.
2. Die zweite Station ist das ehemalige königlich-sächsische Amtsgericht am Marktplatz. Das historische Gebäude wird jetzt als Bürgerhaus mit Stadtbibliothek und für Ausstellungen genutzt.
3. Entlang der Marktgasse gelangt man zum „Commundstolln“, eine Bergbauanlage zur Wasserversorgung der Stadt bis Ende des 19. Jahrhunderts.
4. Gleich daneben befindet sich das Schnitzerheim des ältesten Schnitz- und Bergvereins des Erzgebirges.
5. Die nächste Station ist die „Lindenallee“, ein ehemaliges Naturdenkmal. Die Allee war die Zufahrtsstraße der schönburgischen Herrschaften zur Hauptstadt ihrer Grafschaft.
6. Zurück zur Oberalberodaer Straße gelangt man zum letzten Sühnekreuz in Lößnitz als nächste Etappe des Lehrpfades.
7. Am ehemaligen Standort des „Schneeberger Stadttores“ an der Schneeberger Straße befindet sich die nächste Infotafel. Das auch als Oberes Tor bezeichnete Stadttor war vermutlich das größte der drei Tore der Stadt.
8. Ein einmaliges gusseisernes Tor aus den Anfangsjahren des 19. Jahrhunderts ziert ein historisches Gebäude aus dem Jahr 1754.
9. Im sogenannten Bärenwinkel erinnert eine Infotafel an das „Bärenprivileg“ der Stadt aus dem 13. Jahrhundert.
10. Zeugnis der früheren Handwerkskunst sind Schnitzereien an historischen Haustüren in der Gerbergasse.
11. Das „Auer Tor“ oder Niedere Tor war wahrscheinlich Teil der Mitte des 14. Jahrhunderts errichteten Stadtbefestigung.
12. Der unter dem „Brunnenhaus“ befindliche Brunnenstollen wurde erstmals 1382 erwähnt. Ab 1912 bis zur Fertigstellung der Sosaer Talsperre wurde Wasser in das städtische Trinkwassersystem gepumpt.
13. Ein weiteres Zeugnis der ehemaligen Stadtbefestigung ist der noch gut erhaltene „Rösselturm“. Als Eckturm war er Bestandteil der Stadtmauer.
14. An der nächsten Station des Lehrpfades erfährt man Wissenswertes über die ehemalige Stadtmühle. Am ehemaligen Standort neu errichtet, wird das Wasserrad regelmäßig für wenige Minuten in Gang gesetzt. Hier befand sich auch für kurze Zeit ein Bärenzwinger.
15. Die Tafel zur alten Stadtmauer informiert über die Errichtung, Ausstattung und den Abriss der Stadtbefestigung.
16. An der B169 steht am Friedhof die „Hospitalkirche St. Georg“.
17. An das dritte Stadttor erinnert in der Johannisstraße eine Infotafel. Das „Grünhainer Tor“ wurde auch als Hospital- oder Zisterziensertor bezeichnet.
18. Die Stadtkirche St. Johannes, das höchste Gebäude der Stadt, ist die letzte Station des Pfades. Im Kirchturm hängt eines der letzten funktionsfähigen Bronzeglockenspiele. An der Kirche erinnert ein Bronzerelief an Gotthelf Friedrich Oesfeld, einem erzgebirgischen Geschichtsschreiber.[2]